# Torsby Flygplats
Torsby Airport is een internationale luchthaven in Zweden. Het vliegveld ligt 3 minuten (1,5 kilometer) verwijderd van het centrum van Torsby. In 2009 handelde de luchthaven 3061 passagiers af.